# John Andretti
John Andrew Andretti (* 12. März 1963 in Bethlehem, Pennsylvania; † 30. Januar 2020 in Mooresville, North Carolina) war ein US-amerikanischer Automobilrennfahrer. Er startete von 1987 bis 1993 in der Indy Car World Series. Von 1993 bis 2010 war er in verschiedenen NASCAR-Rennserien, überwiegend in der höchsten Kategorie, dem Sprint Cup, aktiv. Zwischen 2007 und 2011 nahm er an insgesamt zehn Rennen der IndyCar Series teil.

## Familie
John Andretti stammte aus einer bekannten US-amerikanischen Rennfahrerfamilie, den Andrettis. Sein Vater Aldo ist der Zwillingsbruder von Mario Andretti, sein jüngerer Bruder Adam ist von Beruf ebenfalls Rennfahrer. Die Söhne von Mario und Cousins von John, Michael und Jeff, haben ihre Rennkarrieren inzwischen beendet. Drei Mal, 1990, 1991 und 1992, fuhren vier Andrettis – John, Mario, Michael und Jeff – beim 500-Meilen-Rennen von Indianapolis.
2017 wurde bei John Andretti ein kolorektales Karzinom (Darmkrebs) diagnostiziert. Nach einer Therapie gab er im März 2019 bekannt, dass er erneut an Krebs erkrankt sei. Am 30. Januar 2020 starb er an den Folgen der Erkrankung.

## Monoposto
John Andretti gab 1987 sein Debüt in der CART-Serie in einem Monoposto. 1988 ging er zum ersten Mal beim 500-Meilen-Rennen von Indianapolis an den Start und erzielte den 21. Rang. Andretti bestritt 74 Wertungsläufe der CART-Serie und kam dabei 61-mal unter die ersten zehn. Seinen einzigen Sieg erreichte er 1991 beim Gold Coast Grand Prix in Surfers Paradise. Im selben Jahr erreichte er mit dem fünften Rang auch seine beste Platzierung beim Indianapolis 500.
Historisch war der Einlauf bei der Milwaukee Mile 1991. In der Reihenfolge Michael, John und Mario standen drei Piloten einer Familie auf dem Siegerpodest der ersten drei. 1994 war er der erste Fahrer, der das 500-Meilen-Rennen von Indianapolis und das Coca-Cola 600 an einem Tag bestritt. In Indianapolis wurde er Zehnter und flog dann nach Charlotte, um am Lowe’s Motor Speedway zu fahren, wo er nach technischen Problemen Platz 36 belegte.

## NASCAR

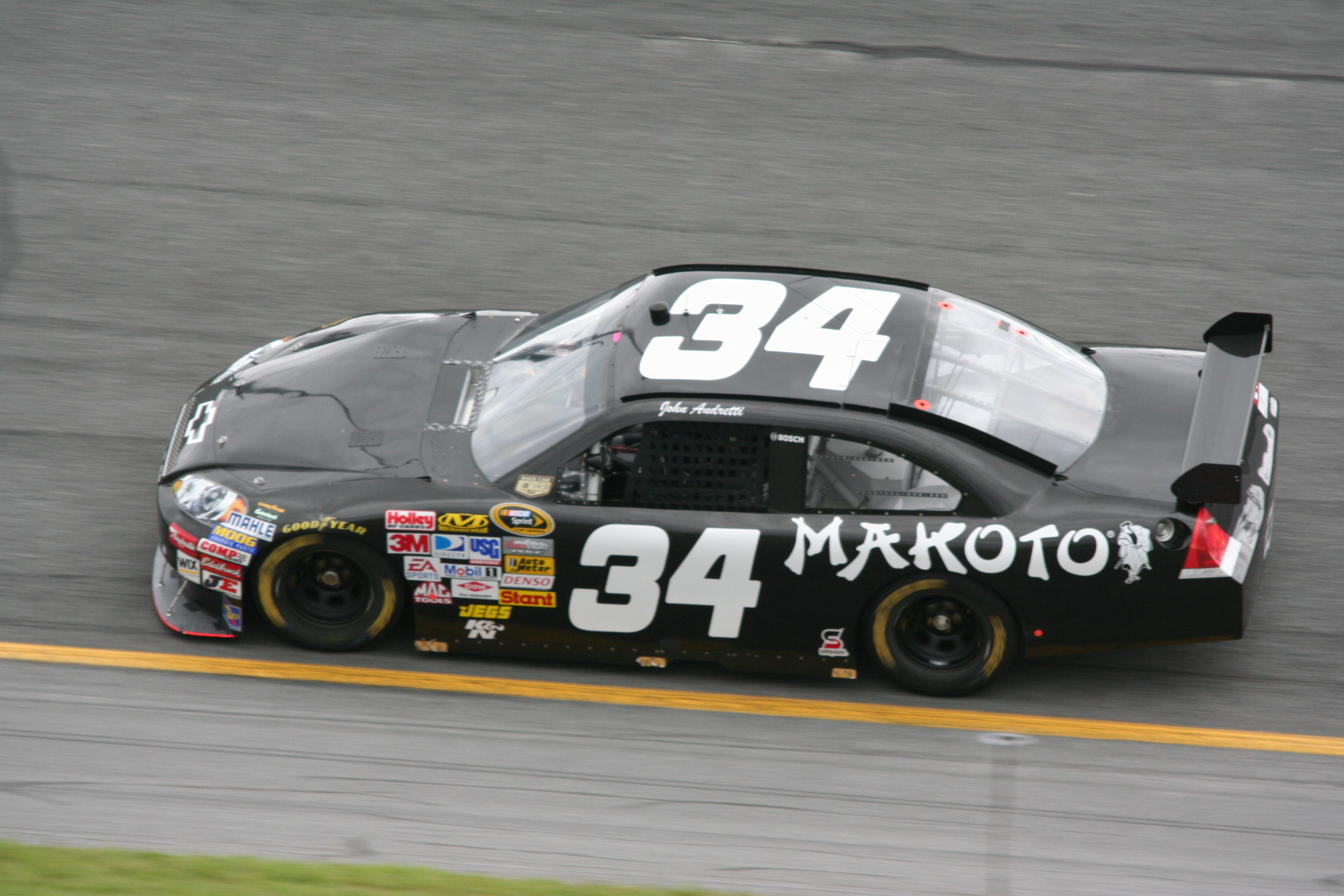
John Andretti im Makoto-Chevrolet 2008

1993 gab er sein Debüt in der NASCAR auf dem North Wilkesboro Speedway. Nach einigen Teamwechseln kam er 1995 in das Team von Mike Kranefuss. Mit einem Ford Thunderbird erzielte er beim Southern 500 seine erste Pole-Position und kam in der Meisterschaft fünfmal unter die ersten zehn. In der Gesamtwertung wurde er 18. Nach einem fünften Platz beim Hanes 500 1996 feierte er 1997 beim Pepsi 400 seinen ersten Rennsieg im damaligen NASCAR Winston Cup, dem heutigen Sprint Cup. In der Saison 1998 gewann er auf dem Martinsville Speedway sein zweites Rennen. Im Jahr 2006 fuhr Andretti seine erste und einzige volle Saison in der NASCAR Busch Series.

## Rückkehr in den Monoposto

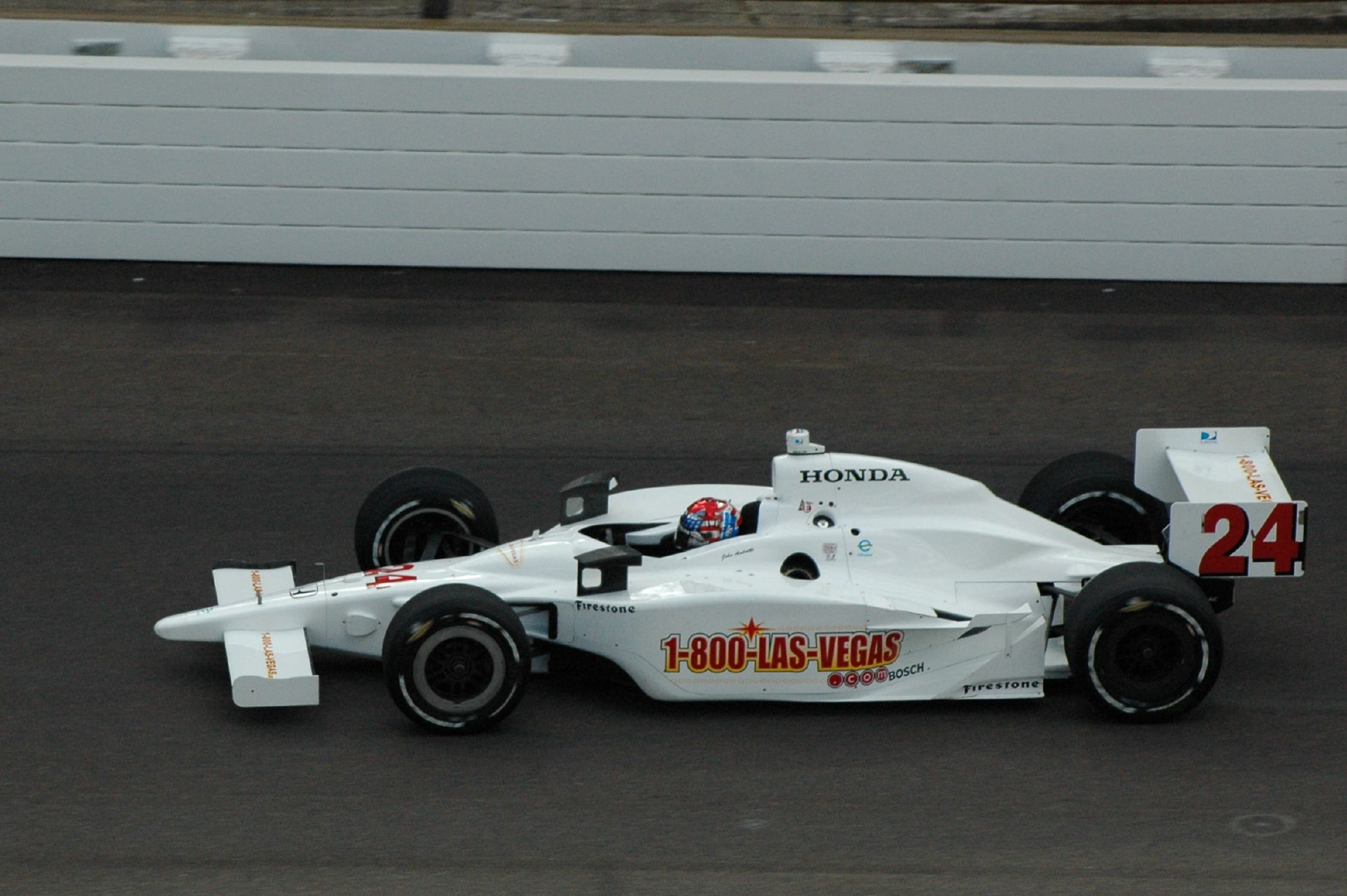
John Andretti im Qualifikationstraining zu den 500 Meilen von Indianapolis 2008

2007 kehrte John Andretti beim 500-Meilen-Rennen von Indianapolis in den Monopostosport zurück. Er ging für Panther Racing an den Start, musste aber das Rennen nach einem Unfall nach 95 Runden vorzeitig beenden. 2008 wechselte er zu Roth Racing und fuhr regelmäßig in der IndyCar Series. Auch 2009 war er in Indianapolis am Start und beendete das Rennen für Richard Petty Motorsports als Neunzehnter. 2010 nahm Andretti für Richard Petty/Andretti Autosport an zwei Rennen der IndyCar Series, unter anderem dem Indianapolis 500, teil und belegte am Ende der Saison den 32. Gesamtrang. 2011 trat er wie im Vorjahr für Richard Petty/Andretti Autosport zum Indianapolis 500 an. Er beendete das Rennen auf dem 22. Platz. 2011 beendete er seine Karriere.

## Sportwagenrennen
Seit den späten 1980er-Jahren fuhr John Andretti auch regelmäßig Sportwagenrennen. Er war in der IMSA-GTP-Serie am Start und pilotierte dort den BMW M12. Mit seinem Onkel Mario und seinem Cousin Michael teilte er sich 1988 einen Werks-Porsche 962 beim 24-Stunden-Rennen von Le Mans und wurde Sechster in der Gesamtwertung. Sein größter Erfolg war der Gesamtsieg beim 24-Stunden-Rennen von Daytona 1989. Wieder fuhr er einen Porsche 962 und seine Teampartner waren Derek Bell und Bob Wollek.

## Statistik

### Karrierestationen
| - 1983: Midget - 1983: Formel Super Vee (Platz 32) - 1984: Can-Am (Platz 29) - 1985: USAC National Silver Crown - 1987: ICWS (Platz 17) - 1988: ICWS (Platz 31) - 1988: Sportwagen-WM (Platz 44) - 1989: ICWS (Platz 33) - 1989: IMSA-GTP-Meisterschaft (Platz 5) - 1990: ICWS (Platz 10) - 1991: ICWS (Platz 8) - 1992: ICWS (Platz 7) - 1993: ICWS (Platz 28) - 1993: NASCAR Winston Cup (Platz 50) | - 1994: ICWS (Platz 29) - 1994: NASCAR Winston Cup (Platz 32) - 1995: NASCAR Winston Cup (Platz 18) - 1996: NASCAR Winston Cup (Platz 31) - 1997: NASCAR Winston Cup (Platz 23) - 1998: NASCAR Winston Cup (Platz 11) - 1998: NASCAR Busch Series (Platz 93) - 1999: NASCAR Winston Cup (Platz 17) - 2000: NASCAR Winston Cup (Platz 23) - 2001: NASCAR Winston Cup (Platz 31) - 2002: NASCAR Winston Cup (Platz 28) - 2003: NASCAR Winston Cup (Platz 38) - 2004: NASCAR Nextel Cup (Platz 45) - 2005: NASCAR Nextel Cup (Platz 55) | - 2005: NASCAR Truck Series (Platz 46) - 2006: NASCAR Busch Series (Platz 12) - 2007: NASCAR Nextel Cup (Platz 49) - 2007: NASCAR Busch Series (Platz 147) - 2007: IndyCar Series (Platz 35) - 2008: NASCAR Sprint Cup (Platz 62) - 2008: NASCAR Craftsman Truck Series (Platz 53) - 2008: IndyCar Series (Platz 30) - 2008: Grand-Am Sports Car Series, DP (Platz 54) - 2009: NASCAR Sprint Cup (Platz 36) - 2009: IndyCar Series (Platz 37) - 2010: NASCAR Sprint Cup (Platz 71) - 2010: IndyCar Series (Platz 32) - 2011: IndyCar Series (Platz 42) |

### Einzelergebnisse in der IndyCar Series
| Saison | Team                             | 1   | 2   | 3    | 4       | 5       | 6       | 7      | 8      | 9      | 10     | 11  | 12  | 13  | 14  | 15  | 16  | 17  | 18  | 19   | Punkte | Rang |
| ------ | -------------------------------- | --- | --- | ---- | ------- | ------- | ------- | ------ | ------ | ------ | ------ | --- | --- | --- | --- | --- | --- | --- | --- | ---- | ------ | ---- |
| 2007   | Panther Racing                   | HMS | STP | MOT  | KAN     | INDY 30 | MIL     | TXS    | IOW    | RIR    | WGL    | NSH | MDO | MIS | KTY | SNM | DET | CHI |     |      | 10     | 35.  |
| 2008   | Roth Racing                      | HMS | STP | MOT1 | LBH1    | KAN     | INDY 16 | MIL 19 | TXS 16 | IOW 11 | RIR 21 | WGL | NSH | MDO | EDM | KTY | SNM | DET | CHI | SRF2 | 71     | 30.  |
| 2009   | Richard Petty Motorsports        | STP | LBH | KAN  | INDY 19 | MIL     | TXS     | IOW    | RIR    | WGL    | TOR    | EDM | KTY | MDO | SNM | CHI | MOT | HMS |     |      | 12     | 37.  |
| 2010   | Richard Petty/Andretti Autosport | SAO | STP | ALA  | LBH     | KAN 9   | INDY 30 | TXS    | IOW    | WGL    | TOR    | EDM | MDO | SNM | CHI | KTY | MOT | HMS |     |      | 35     | 32.  |
| 2011   | Richard Petty/Andretti Autosport | STP | ALA | LBH  | SAO     | INDY 22 | TXS1    | TXS2   | MIL    | IOW    | TOR    | EDM | MDO | NHA | SNM | BAL | MOT | KTY | LSV |      | 16     | 42.  |

(Legende)
1 Die Rennen fanden am selben Tag statt.
2 Es wurden keine Punkte vergeben.

### Le-Mans-Ergebnisse
| Jahr | Team       | Fahrzeug     | Teamkollege      | Teamkollege    | Platzierung | Ausfallgrund |
| ---- | ---------- | ------------ | ---------------- | -------------- | ----------- | ------------ |
| 1988 | Porsche KG | Porsche 962C | Michael Andretti | Mario Andretti | Rang 6      |              |

### Sebring-Ergebnisse
| Jahr | Team         | Fahrzeug    | Teamkollege | Teamkollege | Platzierung | Ausfallgrund |
| ---- | ------------ | ----------- | ----------- | ----------- | ----------- | ------------ |
| 1989 | Busby Racing | Porsche 962 | Bob Wollek  | Derek Bell  | Ausfall     | Aufhängung   |

### Einzelergebnisse in der Sportwagen-Weltmeisterschaft
| Saison | Team    | Rennwagen   | 1   | 2   | 3   | 4   | 5   | 6   | 7   | 8   | 9   | 10  | 11  |
| ------ | ------- | ----------- | --- | --- | --- | --- | --- | --- | --- | --- | --- | --- | --- |
| 1988   | Porsche | Porsche 962 | JER | JAR | MON | SIL | LEM | BRÜ | BRH | NÜR | SPA | FUJ | SAN |
| 1988   | Porsche | Porsche 962 |     | 6   |     |     |     |     |     |     |     |     |     |